# Eclipsa de Soare din 9 februarie 1766

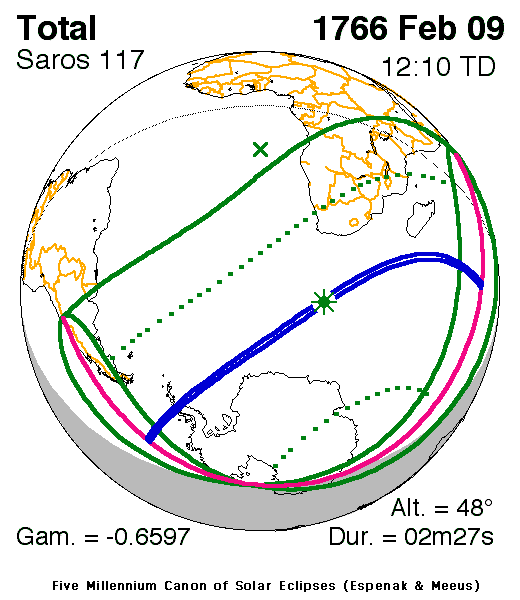
Harta eclipsei de Soare din 9 februarie 1766.
(Eclipse Predictions by Fred Espenak, NASA's GSFC).

Duminică, 9 februarie 1766, s-a produs o eclipsă totală de Soare. 
S-a produs acum 259 ani, 122 zile.
O eclipsă de Soare are loc atunci când Luna trece între Pământ și Soare, întunecând astfel total sau parțial imaginea Soarelui pentru un observator de pe Pământ. O eclipsă totală de Soare are loc atunci când diametrul aparent al Lunii este mai mare decât cel al Soarelui, blocând toată lumina directă a Soarelui, transformând ziua în întuneric. Totalitatea se produce pe o traiectorie îngustă pe suprafața Pământului, eclipsa parțială de Soare fiind vizibilă pe o regiune înconjurătoare cu o lățime de mii de kilometri.
Durata fazei maxime a eclipsei a fost de 2 minute și 27 de secunde, iar umbra lunară de pe suprafața Pământului a atins o lățime de 156 km.
Eclipsa totală de Soare a trecut aproape în întregime peste suprafața oceanului, începând din nord-estul Antarcticii și traversând Oceanul Atlantic întotdeauna mult la sud de coasta africană.

## Observații

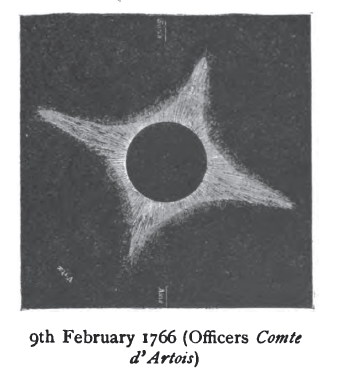
Desen al eclipsei realizat de Contele de Artois. Imagine a eclipsei documentată în cartea Total Eclipses of the Sun, din 1900 de Mabel Loomis Todd.

## În legătură cu eclipsa
Eclipsa de Soare din 9 februarie 1766 face parte din seria Saros 117.
Seria 117 a ciclului Saros pentru eclipsele de Soare are loc în nodul ascendent al Lunii, repetându-se la fiecare 18 ani, 11 zile, conținând 71 de evenimente. Prima eclipsă din această serie a avut loc la 24 iunie 792 d.Hr. Ultima eclipsă din această serie va avea loc pe 3 august 2054.